# Ross Lynch
Ross Shor Lynch (Littleton, 29 december 1995) is een Amerikaans acteur, danser, zanger en liedjesschrijver. Hij was lid van de poprockband R5. Hij is het bekendst van zijn hoofdrol als "Austin Moon" in Austin & Ally. Voor die rol werd hij bekroond als favoriete televisieacteur tijdens de Nickelodeon Kids' Choice Awards 2013, Nickelodeon Kids' Choice Awards 2014, Nickelodeon Kids' Choice Awards 2015 en Nickelodeon Kids' Choice Awards 2016. In begin 2018 hebben Ross en zijn broer Rocky Lynch de band The Driver Era gestart.

## Carrière
Lynch kan de piano, drums, gitaar en de bas bespelen; hij is gespecialiseerd in de gitaar. Hij heeft gedanst voor de Rage Boyz Crew, een groep gevormd door een dansstudio in Zuid-Californië. Hij is bij So You Think You Can Dance geweest en heeft ook wat gastrollen gehad op tv. Begin 2011 werd Lynch gecast voor de pilotaflevering van het televisieprogramma Austin & Ally van Disney Channel, en wel voor de hoofdrol van "Austin Moon", een tienerzanger die in één klap beroemd wordt nadat een muziekvideo van hem naar internet is geüpload en die later een partnerschap vormt met Ally, gespeeld door Laura Marano. De première van de serie was in december 2011. Het programma kreeg in maart 2012 een tweede seizoen. In 2013 werd het derde seizoen opgenomen en in 2015 zond Disney Channel het vierde en laatste seizoen uit.
Begin 2012 begon Lynch met het werken aan de Disney Channel Orginal Movie Teen Beach Movie. De film werd opgenomen in Puerto Rico. Hij speelde hierin de rol van Brady, een van de hoofdrollen in de film. De film werd geregisseerd door Jeffrey Hornaday en ging in première op 19 juli 2013. De eerste uitzending trok rond de 8,4 miljoen kijkers.
Zijn eerste promotiesingle A Billion Hits verscheen op 2 april 2012. Op 13 juli dat jaar kwam zijn debuutsoundtracksingle Heard It on the Radio uit. Op 12 september 2012 volgde zijn debuutsoundtrack Austin & Ally, met nummers uit de serie en twee nummers met zijn band R5. Lynch nam verscheidende nummers voor Austin & Ally op.
Lynch had ook een gastrol in de film Muppets Most Wanted uit 2014.
In 2015 speelde hij in de Disney Channel Orginal Movie Teen Beach 2, het vervolg op de film Teen Beach Movie. Die film ging op 26 juni 2015 in première.

### R5
In maart 2010 bracht R5 zelf een ep uit, Ready Set Rock. In september 2012 werd bekend dat de band een platencontract had getekend met Hollywood Records. De tweede ep, Loud, kwam uit op 19 februari 2013. De ep bevatte Loud, de debuutsingle van het aanstaande album. Het eerste album, Louder, verscheen op 24 september 2013. Het album bevatte naast de vier liedjes van de ep Loud ook nog zeven nieuwe liedjes. De tweede single van het album, Pass Me By, ging op 16 augustus 2013 in première op Radio Disney. De muziekvideo ging in première op 29 augustus 2013 op Disney Channel. De derde single, (I Can't) Forget About You, werd uitgebracht op 25 december 2013 en de vierde single One Last Dance op 29 mei 2014. De derde ep, getiteld Heart Made Up on You, verscheen op 22 juli 2014 en de zogenoemde single op 1 augustus 2014. Op 16 november 2014 bracht de band de eerste single van het tweede album uit, getiteld Smile. De officiële muziekvideo ging in première op 23 december 2014 op MTV. De tweede single, Let's Not Be Alone Tonight, kwam uit op 13 februari 2015. De muziekvideo van het liedje ging in première op 6 april 2015, vergezeld van de aankondiging van het tweede album Sometime Last Night. Op 2 juni 2015 kwam de derde single All Night uit. De muziekvideo kwam op 8 juli 2015 uit. Op 10 juli 2015 verscheen het tweede album Sometime Last Night. Begin 2018 maakte de band bekend dat de band 'tijdelijk' uitelkaar gaat.

### The Driver Era
The Driver Era is een band die opgericht is in 2018. De band bestaat uit Ross en zijn broer Rocky Lynch. Sinds de oprichting van de band in 2018 zijn er in dat jaar 3 singles uit gebracht. De Singles heten Preacher man, Afterglow en Low.

## Filmografie
| Jaar | Titel                 | Rol                        | Bijzonderheden |
| ---- | --------------------- | -------------------------- | -------------- |
| 2010 | Grapple!              | Aaron                      | Korte film     |
| 2011 | A Day as Holly's Kids | Holly's eigenlijke kind #1 | Korte film     |
| 2014 | Muppets Most Wanted   | Jonge bloemist / nerd      |                |
| 2015 | Snowtime              | Piers                      | Animatiefilm   |
| 2017 | My Friend Dahmer      | Jeffrey Dahmer             |                |
| 2018 | Status Update         | Kyle Moore                 |                |

| Jaar      | Titel                          | Rol             | Bijzonderheden                                                                                                 |
| --------- | ------------------------------ | --------------- | --- |
| 2009      | Moises Rules!                  | Ross "The Boss" | "Mad B-Ball shootout" (seizoen 1, aflevering 1)                                                                |
| 2011–2016 | Austin & Ally                  | Austin Moon     | Hoofdrol |
| 2012      | Jessie                         | Austin Moon     | "Austin & Jessie & Ally All Star New Year" (seizoen 2, aflevering 6)                                           |
| 2013      | Teen Beach Movie               | Brady           | Televisiefilm                                                                                                  |
| 2013      | Ultimate Spider-Man            | Jack Russell    | "Blade and the Howling Commandos" (seizoen 2, aflevering 22)                                                   |
| 2015      | Violetta                       | Zichzelf        | "Una Visita, Una canción" (seizoen 3, aflevering 69) "Una Explicación, Una Canción" (seizoen 3, aflevering 70) |
| 2015      | Teen Beach 2                   | Brady           | Televisiefilm                                                                                                  |
| 2018-2020 | Chilling Adventures of Sabrina | Harvey Kinkle   | Horror |

## Discografie

### Soundtrackalbums
| Titel                               | Albumgegevens                                                                 |
| ----------------------------------- | ----------------------------------------------------------------------------- |
| Austin & Ally                       | - Uitgebracht: 11 september 2012 - Formaat: cd, download - Label: Walt Disney |
| Teen Beach Movie                    | - Uitgebracht: 16 juli 2013 - Formats: cd, download - Label: Walt Disney      |
| Austin & Ally: Turn It Up           | - Uitgebracht: 17 december 2013 - Formaat: cd, download - Label: Walt Disney  |
| Austin & Ally: Take It from the Top | - Uitgebracht: 17 april 2015 - Formaat: cd, download - Label: Walt Disney     |

### Singles
| Titel                 | Jaar | Album         |
| --------------------- | ---- | ------------- |
| Heard It on the Radio | 2012 | Austin & Ally |
| Can You Feel It       | 2013 |               |

### Promotiesingles
| Titel                               | Jaar | Album                     |
| ----------------------------------- | ---- | ------------------------- |
| A Billion Hits                      | 2012 | Austin & Ally             |
| I Love Christmas (met Laura Marano) | 2013 | Disney Holidays Unwrapped |

### Overige liedjes
| Lied                       | Jaar | Andere artiest(en) | Album                               |
| -------------------------- | ---- | ------------------ | ----------------------------------- |
| "Christmas Soul"           | 2012 |                    | Disney Channel Holiday Playlist     |
| "Christmas Is Coming"      | 2012 | R5                 | Disney Channel Holiday Playlist     |
| "Can't Do It Without You"  | 2012 |                    | Make Your Mark: Ultimate Playlist   |
| "I Love Christmas"         | 2013 | Laura Marano       | Disney Holidays Unwrapped           |
| "Timeless"                 | 2014 |                    | Disney Channel Play It Loud         |
| "I Got That Rock and Roll" | 2014 |                    | Disney Channel Play It Loud         |
| "You Can Come to Me"       | 2014 | Laura Marano       | Disney Channel Play It Loud         |
| "Can't Do It Without You"  | 2015 | Laura Marano       | Austin & Ally: Take It from the Top |
| "Take It from the Top"     | 2015 |                    | Austin & Ally: Take It from the Top |

## Prijzen en nominaties
| Jaar | Prijs                           | Categorie                                   | Werk                  | Resultaat   |
| ---- | ------------------------------- | ------------------------------------------- | --------------------- | ----------- |
| 2013 | Nickelodeon Kids' Choice Awards | Favorite TV Actor                           | Austin & Ally         | Gewonnen    |
| 2013 | Radio Disney Music Awards       | Funniest Celebrity Take                     | Zichzelf              | Genomineerd |
| 2013 | Radio Disney Music Awards       | Best Music Video                            | Heard It on the Radio | Gewonnen    |
| 2014 | Nickelodeon Kids' Choice Awards | Favorite TV Actor                           | Austin & Ally         | Gewonnen    |
| 2014 | Teen Choice Awards              | Choice TV Actor: Comedy                     | Austin & Ally         | Gewonnen    |
| 2015 | Nickelodeon Kids' Choice Awards | Favorite TV Actor                           | Austin & Ally         | Gewonnen    |
| 2015 | Teen Choice Awards              | Choice TV Actor: Comedy                     | Austin & Ally         | Gewonnen    |
| 2015 | Teen Choice Awards              | Choice TV: Chemistry samen met Laura Marano | Austin & Ally         | Genomineerd |
| 2015 | Teen Choice Awards              | Choice Summer TV Star: Male                 | Teen Beach 2          | Genomineerd |